# Vasstråfly
Vasstråfly, Arenostola phragmitidis, är en fjärilsart som beskrevs av Jacob Hübner 1803. Vasstråfly ingår i släktet Arenostola och familjen nattflyn, Noctuidae. Arten är reproducerande och har livskraftiga (LC) populationer i både Sverige och i Finland. Inga underarter finns listade i Catalogue of Life.

## Bildgalleri

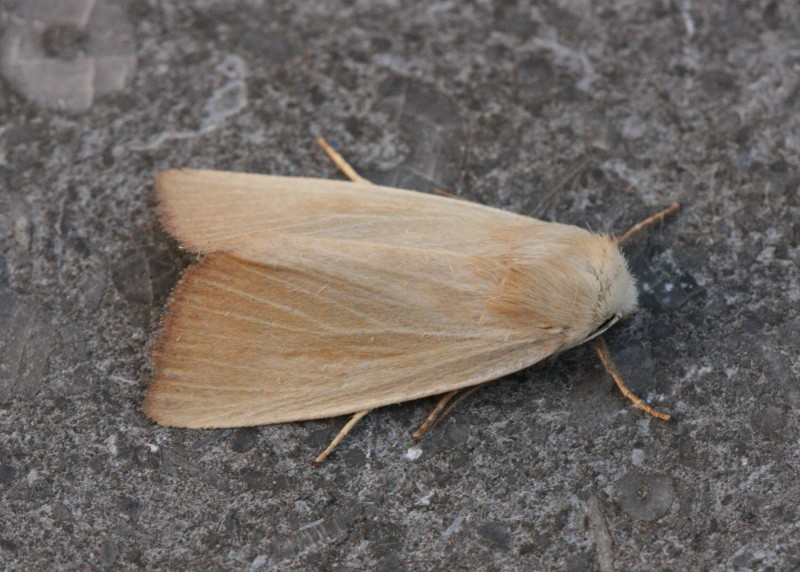
Imago fjäril
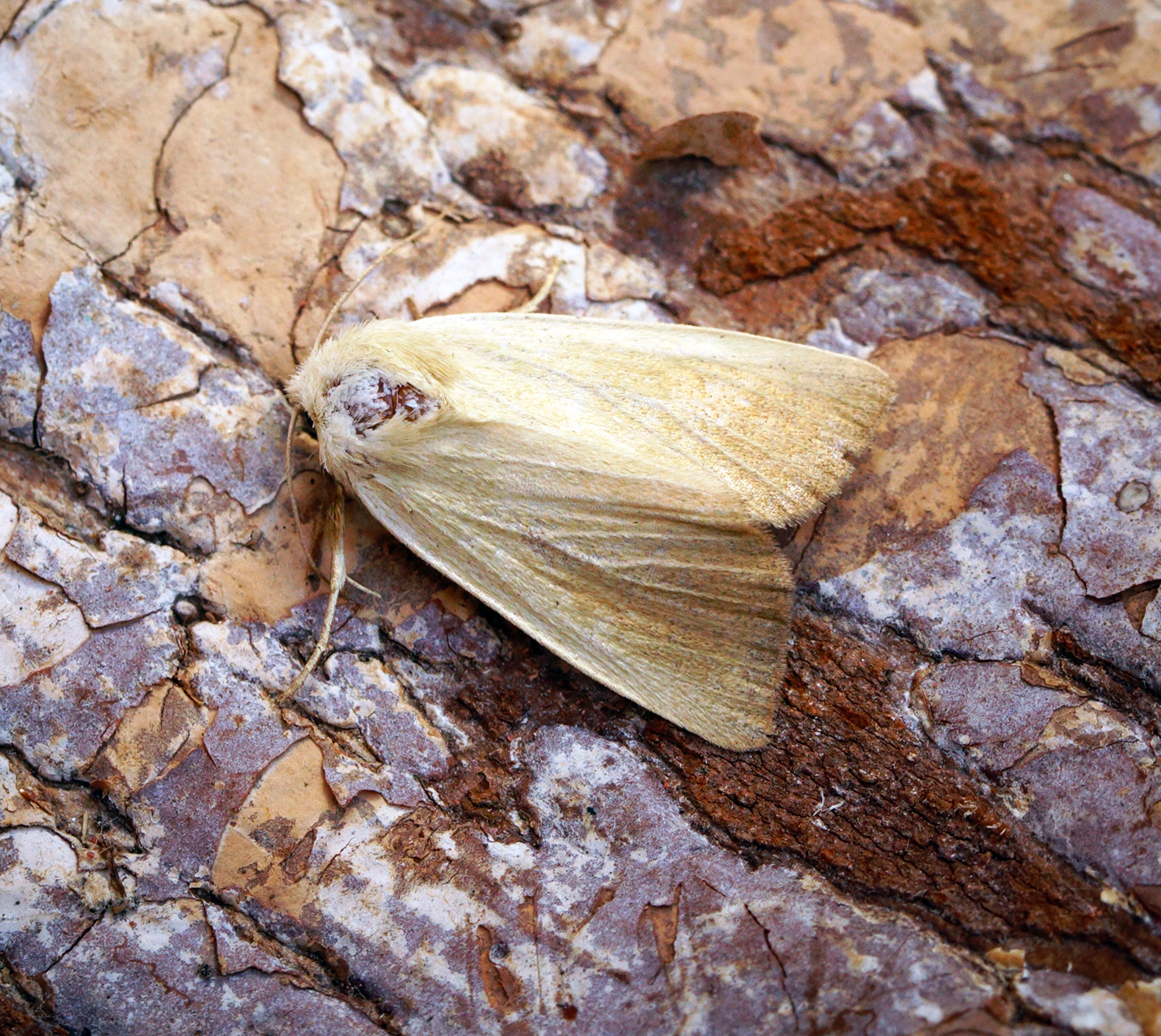
Imago fjäril
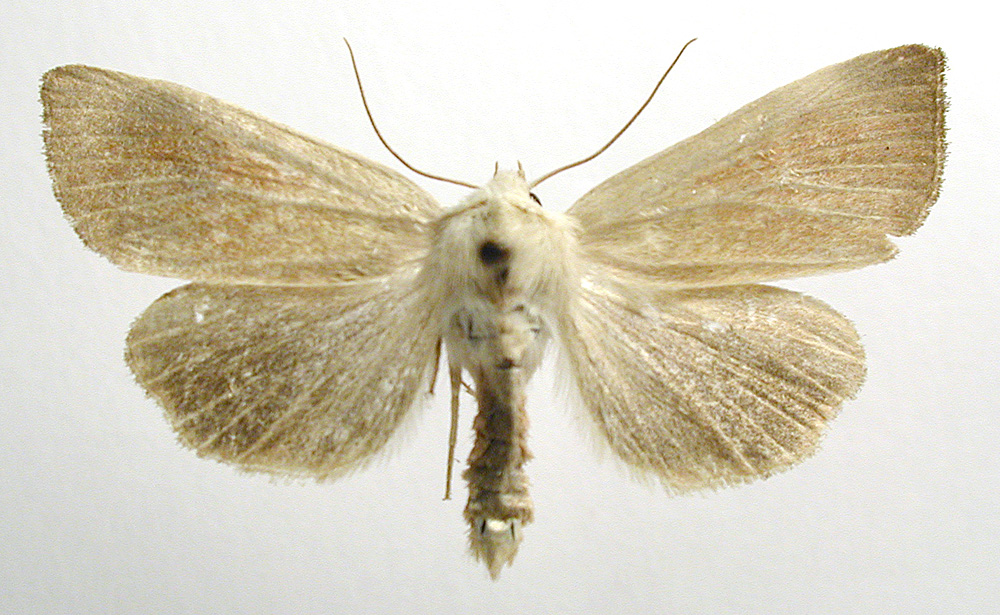
Preparerad (uppnålad) imago fjäril